# Schistochlamys melanopis
El tangara carinegra (en Ecuador) (Schistochlamys melanopis), también denominado frutero cara negra o chovy estero (en Paraguay), pizarrita sabanera (en Colombia), tangara de cara negra (en Perú y Venezuela) o cardenal cara negra (en Venezuela), es una especie de ave paseriforme de la familia Thraupidae, una de las dos pertenecientes al género Schistochlamys. Es nativa del norte y centro de América del Sur.

## Distribución y hábitat
Se distribuye desde el noreste de Colombia, hacia el este por Venezuela, Guyana, Surinam, Guayana Francesa y  norte de Brasil, hacia el sur hasta el sur de Colombia; y desde el este de Ecuador, de forma disjunta, por el norte y este de Perú, hasta el norte y este de Bolivia, todo el centro y parte del sureste de Brasil y noreste de Paraguay, también una faja costera del noreste  y este de Brasil. Está ausente de mayor parte de la cuenca amazónica, excepto en una faja a lo largo del medio y bajo río Amazonas.
Esta especie es considerada ampliamente difundida y bastante común en sus hábitat naturales: las áreas semiabiertas de sabanas, cerrados con parches de bosques y matorrales, hasta los 1600 m de altitud.

## Descripción
Mide 18 cm de longitud. El plumaje del cuerpo es gris azulado, la cabeza, la garganta y el cuello negros. Los ejemplares juveniles son completamente diferentes, de color verde oliva, y se los solía confundir con hembras. No presenta dimorfismo sexual.

## Comportamiento
Es visto solitario o en parejas, generalmente encaramado en lo abierto, en lo alto de un arbusto o árbol bajo. No se asocia a bandads mixtas.

### Alimentación
Se alimenta de frutas, hojas, botones de flor y néctar.

### Reproducción
Alcanza la madurez sexual al año de edad. Construye un nido en forma de taza, en la hierba a poca altura del suelo. La hembra pone entre dos y tres huevos y los polluelos nacen después de 13 días.

### Vocalización
El canto es una frase rica y melodiosa, dada con más frecuencia que su congénere, Schistochlamys ruficapillus.

## Sistemática

### Descripción original
La especie S. melanopis fue descrita por primera vez por el naturalista británico John Latham en 1790 bajo el nombre científico Tanagra melanopis; su localidad tipo es: «Guyana».

### Etimología
El nombre genérico femenino «Schistochlamys» se compone de la palabra latina «schistus: pizarra y de la palabra griega «khlamus»: manto, capa; en referencia al dorso gris de las especies; y el nombre de la especie «melanopis», se compone de las palabras griegas «melas»: negro, y «ōpis»: de cara, en referencia a la cara negra de la especie.

### Taxonomía
Los amplios estudios filogenéticos de Burns et al. (2014) demuestran que el presente género está hermanado con Cissopis, el par formado por ambos con Stephanophorus, y este clado con Paroaria.

### Subespecies
Según las clasificaciones del Congreso Ornitológico Internacional (IOC) y Clements Checklist/eBird v.2019 se reconocen cinco subespecies, con su correspondiente distribución geográfica:
- Schistochlamys melanopis amazonica J.T. Zimmer, 1947 – Amazonia y sureste de Brasil.
- Schistochlamys melanopis aterrima Todd, 1912 – noreste de Colombia hasta Venezuela, oeste de Guyana y extremo norte de Brasil.
- Schistochlamys melanopis grisea Cory, 1916 – Andes subtropicales del centro de Perú.
- Schistochlamys melanopis melanopis (Latham), 1790 – este de Guyana hasta Surinam, Guayana Francesa y noreste de Brasil.
- Schistochlamys melanopis olivina (P.L. Sclater), 1865 – este de Bolivia hasta Paraguay y centro oeste de Brasil (Mato Grosso).